# Val-d'Or
Val-d'Or je město v kanadské provincii Québec. V roce 2011 v něm žilo 31 862 obyvatel.

## Dějiny
V roce 1923 bylo v místě objeveno zlato. V roce 1930 získalo vzniklé sídlo status města.